# Bergsåker travbana
Bergsåker travbana är en travbana som ligger i Bergsåker utanför Sundsvall i Västernorrlands län. Den är Sveriges fjärde största travbana (efter Solvalla, Åby och Jägersro) med ett 50-tal tävlingsdagar per år.

## Historia
Travbanan invigdes 1932 och drivs av Norrlands travsällskap. Det är den tredje äldsta travbanan i Sverige. Den i särklass största händelsen på Bergsåker är Sundsvall Open Trot, som körs i augusti varje år sedan 1996, och har 1 miljon kronor i förstapris. Även Svenskt Mästerskap för kallblod avgörs samma helg, där Järvsöfaks vunnit hela 10 gånger. Bergsåker är även en av de sex banor som arrangerar unghästserien E3.
Ett 20-tal professionella travtränare har Bergsåker som hemmabana (2019). De mest framgångsrika är Per Linderoth, Henrik Svensson, Öystein Tjomsland och Markus Pihlström. Under 1990-talet fick Bergsåkers tränarkår ett stort genombrott, då Åke Svanstedt, Robert Bergh och Svante Båth slog igenom.
Banans upplopp är 200 meter långt, vilket är ett av de längsta upploppen i Sverige. Bara Axevalla travbana och Östersunds travbana, av 1 000-metersbanorna, har längre upplopp.